# 루데르스달시

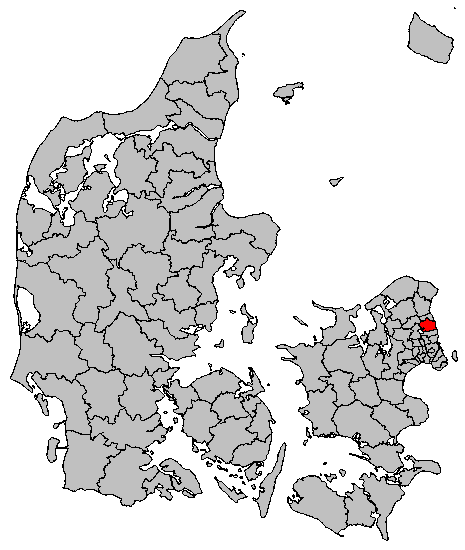
루데르스달 시의 위치

루데르스달시(덴마크어: Rudersdal Kommune)는 덴마크 수도 지역에 위치한 지방 자치체이다. 코펜하겐에서 북쪽으로 약 20km 정도 떨어진 곳에 위치하며 면적은 73km2, 인구는 53,869명(2008년 기준)이다.
2007년 1월 1일에 실시된 행정 구역 개편 당시에 쇨레뢰드 시(Søllerød)와 비르케뢰드 시(Birkerød)를 합병하여 신설되었다.